# 1675 az irodalomban
Az 1675. év az irodalomban.

## Új művek
- William Wycherley angol költő, drámaíró The Country Wife (A falusi feleség) című vígjátékának bemutatója.

## Születések
- január 16. – Louis de Rouvroy, Saint-Simon hercege, 18. századi emlékirat-író; (távoli őse a filozófus Saint-Simonnak) († 1755)
- 1675 (1679 ?) – Czvittinger Dávid, a magyar irodalomtudomány egyik úttörője, az első (még latin nyelvű) írói lexikon, a Specimen Hungariae literatae (Kísérlet a magyar tudományosság összefoglalására, 1711) összeállítója († 1743)